# Plessur
Le Plessur est une rivière des montagnes suisses du canton des Grisons, longue de 33 km, et un affluent du Rhin.

## Géographie
Le Plessur prend sa source sur la commune d'Arosa, à l'altitude de 2 400 mètres, dans la combe située ente l’Älplihorn (de) et le Parpaner Weisshorn (de). Cependant, dans cette portion, il est généralement à sec hors de la période de la fonte des neiges et des fortes pluies et l’eau ne s’écoule que souterrainement. Il traverse ensuite deux lacs naturels, l’Älplisee (de) et le Schwellisee (de), puis le lac de barrage d’Isel (de). Il rejoint le Rhin à Coire.